# Erik Jan Kooiman
Erik Jan Kooiman (ur. 28 czerwca 1986 w Ammerstol) – holenderski łyżwiarz szybki, dwukrotny medalista mistrzostw świata.

## Kariera
Największy sukces w karierze Erik Jan Kooiman osiągnął w 2015 roku, kiedy zdobył srebrny medal na dystansie 10 000 m podczas dystansowych mistrzostw świata w Heerenveen. Rozdzielił tam na podium swego rodaka, Jorrita Bergsmę oraz Niemca Patricka Beckerta. W tym samym roku zdobył również na tym dystansie brązowy medal mistrzostw Holandii. Przed zdobyciem obu medali tylko raz pojawił się w zawodach Pucharu Świata, 22 listopada 2014 roku w Seulu, gdzie zwyciężył w finale B na 10 000 m.
Jego rodzice: Jan Kooiman i Ineke Kooiman-van Homoet również uprawiali łyżwiarstwo szybkie.